# Urbano Lucchesi

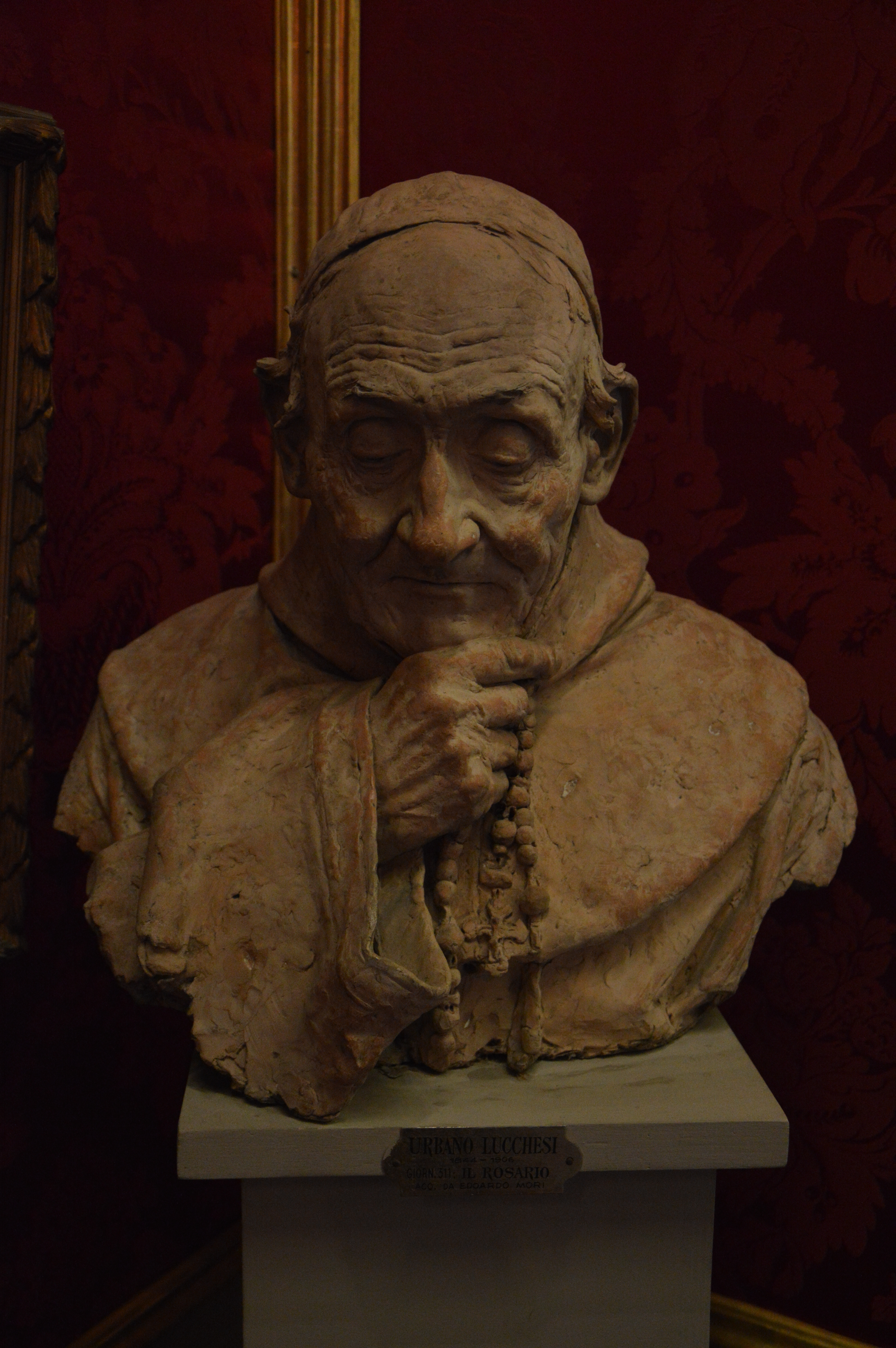
"Il Rosario"

Urbano Lucchesi (Lucca, 1844 – Firenze, 1906) è stato uno scultore italiano.

## Biografia
Nato da una disagiata famiglia di operai, ai suoi esordi fu aiutato da Augusto Passaglia. Studiò all'istituto d'arte di Lucca e nella bottega dell'intagliatore Luigi Bigoni.
La stima e l'appoggio dello scultore e concittadino Vincenzo Consani gli permise di entrare nell'ambito dell'Accademia di Belle Arti di Firenze, di cui in seguito divenne membro.
Autore di numerose opere sia per privati che per la celebrazione pubblica di personaggi illustri della storia risorgimentale, fu anche direttore della fabbrica di ceramiche del conte Ginori a Doccia.
Per la sua città scolpì i monumenti in onore di Mazzini, Garibaldi, Cairoli e quello per i Caduti delle patrie battaglie in piazza XX Settembre, mentre a Viareggio realizzò la statua del poeta inglese Shelley.
Concorse al progetto per la statua di Vittorio Emanuele II per Lucca, che fu però affidata al  Passaglia. Realizzò lo stesso soggetto, invece, per la città di Spoleto.
Numerosi furono i suoi monumenti funebri.
Per la facciata di S. Maria del Fiore a Firenze, realizzò la statua dell'apostolo Giuda di Simone.
Fu amico del repubblicano Tito Strocchi, su consiglio del quale modellò uno dei suoi primi saggi, durante gli studi all'Accademia di belle arti di Firenze, sulla figura di Prometeo, “simbolo eterno di quella generosa ribellione contro il tirannico potere” .

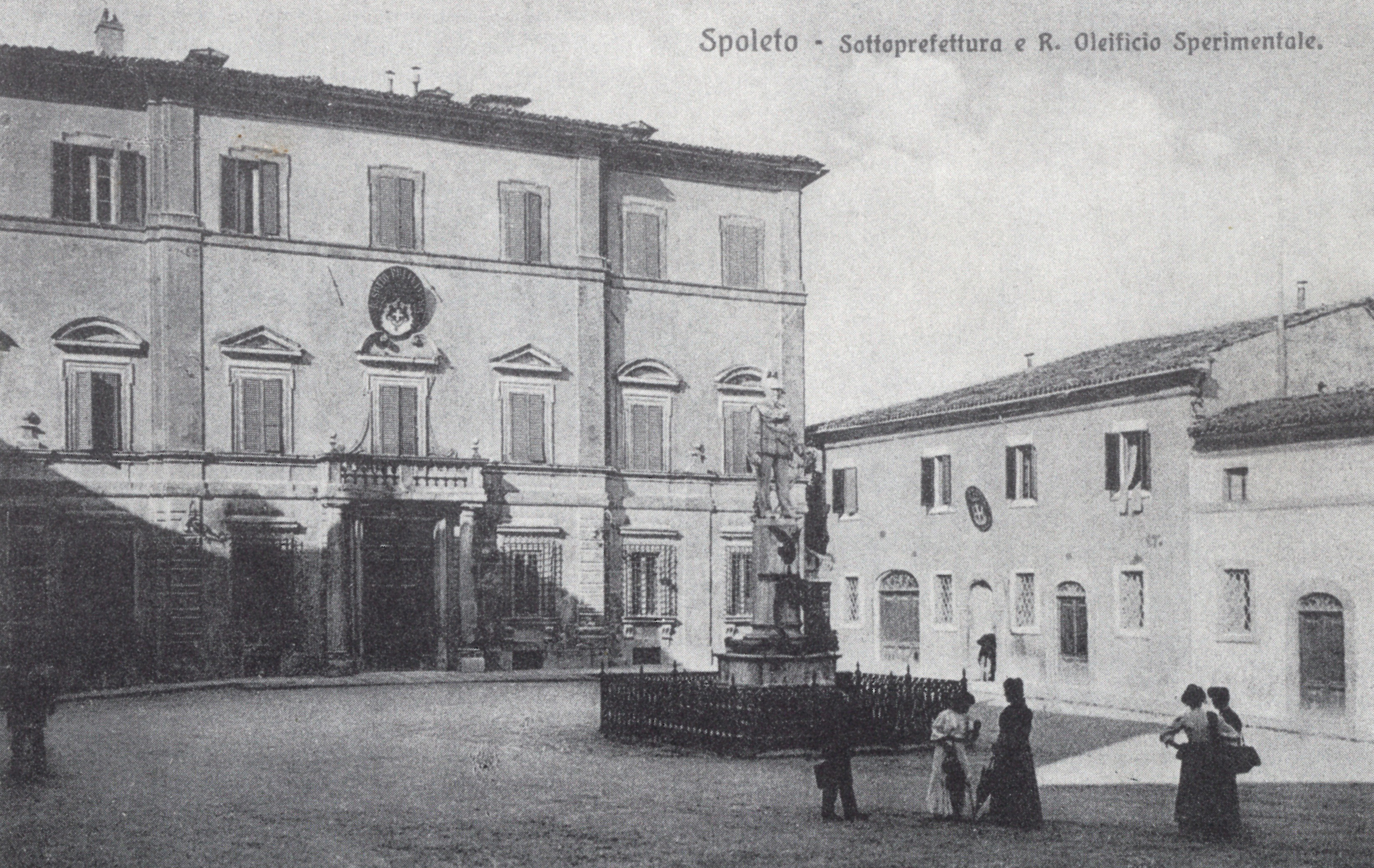
P.za Vittorio Emanuele II. Spoleto

## Opere principali
- Monumento a Giuseppe Garibaldi, Lucca (1889)
- Monumento a Vittorio Emanuele II, Spoleto
- Monumento a P. B. Shelley, Viareggio (1894)
- Busto di Giuseppe Garibaldi, Montefegatesi (Bagni di Lucca), (1902)